# Франсуа-Аннибаль д’Эстре
Герцог Франсуа-Аннибаль I д’Эстре (фр. François-Annibal I d'Estrées; ок. 1573 — 5 мая 1670, Париж) — французский военачальник и государственный деятель, маршал Франции.

## Биография
Второй сын Антуана IV д’Эстре, маркиза де Кёвра, и Франсуазы Бабу де Лабурдезьер, брат Габриели д’Эстре.
Граф де Нантёй-ле-Одуэн, первый барон и сенешаль Булонне.
Предназначался для духовной карьеры. В 1594 году был назначен Генрихом IV епископом Нуайона. После смерти старшего брата, убитого при осаде Лана, покинул духовное сословие. Патентом от 6 марта 1597 набрал пехотный полк, получивший название полка Иль-де-Франса. Выступил на осаду Амьена под именем маркиза де Кёвра, которое носил до производства в маршалы Франции. Распустил полк по окончании войны 6 мая 1598.
3 июля 1599 отец отказался в его пользу от должности генерального наместника губернаторства Иль-де-Франса. По утверждению секретаря Пинара, занял этот пост (что, очевидно, не соответствует действительности, так как король эту уступку, как кажется, не утвердил) и отдельно стал губернатором города и замка Лана. Служил в Савойе во время войны 1600 года.
Был близок к королеве-матери, которая отправила его в 1614 году на переговоры с герцогами Савойи и Мантуи, венецианцами и швейцарцами, а в 1615-м с недовольными принцами, противниками брака Людовика XIII с испанской инфантой. В 1621 году был послом в Риме.
3 марта 1622 произведен в лагерные маршалы, и в тот же день получил патент на формирование пехотного полка Кёвра, с которым служил в Шампанской армии герцога Неверского, противостоявшей попыткам вторжения во Францию германских протестантов Мансфельда.
В 1624 году направлен чрезвычайным послом в Швейцарию, в качестве генерал-лейтенанта войск Лиги, объединившей Францию, Венецию и Савойю, начал военные действия с целью вернуть Вальтеллину, оккупированную папскими и испанскими войсками, под контроль Граубюндена.
В ноябре атаковал перевал Штейг, в предыдущем году укрепленный эрцгерцогом Леопольдом, и овладел им. Затем захватил мост через Рейн и 25 ноября продвинулся в Вальтеллину, овладел несколькими крепостями и городом Тирано, который осадил 2 декабря и заставил сдаться 6-го (цитадель пала 11-го). Для удержания завоеваний приказал возвести крепость на границе области
17 января занял Бормио. 17 февраля разбил испанцев близ Кампо и заставил отступить в беспорядке. Оправившись, противник контратаковал и опрокинул французов, бежавших с поля боя. У маркиза осталось только три роты и несколько всадников, но он ударил по испанцам и их кавалерия, покинутая пехотой, начала отступать. На следующий день противник снял лагерь, после того, как сжег Кампо.
В начале октября испанцы внезапно атаковали французские укрепления в Сен-Жан де Черчино и Траоне, но маркиз вернул эти позиции 7 ноября, убив 120 человек.
Война закончилась Монсонским договором 5 марта 1626, вернувшим Вальтеллину Граубюндену. 10 октября в Сен-Жермен-ан-Ле Эстре был назначен маршалом Франции, на место маршала Орнано. Зарегистрирован в Коннетаблии 2 августа.
В 1629 году назначен командующим королевской армией в Лангедоке. Заставил герцога де Рогана снять осаду Корконна (9.05), через несколько дней с отрядом кавалерии обратил герцога в бегство, преследовал его до ворот Нима, где Роган укрылся. Католическая пехота сражалась с кальвинистами у Ковиссона с двух часов пополудни до ночи, которая развела бойцов. Герцог потерял пятьсот человек и два орудия, а также город Ковиссон, сдавшийся маршалу.
В 1630 был послом в Венеции, оттуда направился на защиту Мантуи, а после внезапного захвата города имперцами укрылся в замке Порто, но был вынужден капитулировать, так как не имел ни припасов, ни войск.
2 августа 1632 назначен командовать Германской армией после смерти маршала Эфья. Дважды отражал испанцев, пытавшихся пробиться к Триру, и захватил город после 13 дней осады.
14 мая 1633 был пожалован в рыцари орденов короля.
В 1636—1642 годах был чрезвычайным послом в Риме, пока окончательно не испортил отношений с папой Урбаном VIII и его родственниками, убившими его конюшего. Не торопясь возвращаться во Францию, поскольку кардинал Ришельё весьма неодобрительно относился к его деятельности в Риме, Эстре подговорил герцога Пармского начать войну с папой и семейством Барберини и сопровождал его в походе и при взятии Имолы, Фаэнцы и Форли. В этом «славном походе» они дошли до Римской Кампании, производя повсюду жестокие грабежи, а папа оказал маршалу большую честь, когда объявлял в своих посланиях, что «Annibal ad portas».
В 1643 году вернулся во Францию. Жалованной грамотой, данной в Париже в 1648 году, земля и сеньория Кёвр была возведена в ранг герцогства-пэрии под именем герцогства Эстре, но в качестве пэра маршал был принят в Парламенте только 15 декабря 1663.
Представлял коннетабля на коронации Людовика XIV 7 июня 1654.
29 сентября 1654 в Ла-Фере получил должности генерального наместника Иль-де-Франса и губернатора Суассона после отставки герцога де Монбазона. Уступил генеральное наместничество сыну.
Умер в Париже в 98 лет, заслужив репутацию человека жесткого, более подходящего для войны, чем для переговоров. Погребен в Суассоне в церкви фёйянов.
Таллеман де Рео приводит серию анекдотов о маршале, начиная её с общей характеристики его морального облика:

Маршал д’Эстре — достойный брат своих шести сестер, ибо он всегда был человеком распутным и никогда не знал угрызений совести: говорят даже, что он переспал со всеми шестью.— Таллеман де Рео Ж. Занимательные истории. М., 1974, с. 58
Во время своего первого римского посольства маркиз де Кёвр внес немалый вклад в избрание папой Григория XV.

Он был посланником в Риме во времена Павла V и вызвал о себе множество толков, а когда Папа умер, немало способствовал своими происками и всякими недозволенными действиями избранию Григория XV. Новый Папа, когда Маркиз явился к нему, сказал: «Все это дело ваших рук, просите же у меня все, что вам угодно, не хотите ли кардинальскую шляпу? Вы получите её в тот же день, что и мой племянник». Маркиз, будучи старшим в роде, отказался её принять.— Таллеман де Рео. Занимательные истории, с. 58

Он всегда играл без всякого удержу. Порою его прислуга выглядела великолепно, порою же его люди бывали даже разуты. Он всегда позволял себе быть грубияном, а стоило ему проиграть, как он был готов уложить на месте любого, да и по сю пору ему случается бить стекла. Говорят, будто однажды, проиграв сто тысяч ливров, Маркиз тут же велел загасить у себя в доме свечу и сильно разбранил своего дворецкого за то, что тот так небережлив; мол, свеча эта лишняя и он, Маркиз, ничуть не удивится, ежели его вконец разорят. Он большой тиран, и нет губернатора, который так чванился бы, как чванится он своим губернаторством в провинции Иль-де-Франс (…) Ему идут все подати, и он распоряжается всеми ссудами— Таллеман де Рео. Занимательные истории, с. 59

## Семья
1-я жена 1) (1622): Мари де Бетюн (3.1602—2.1628), дочь Филиппа де Бетюна, графа де Сель, и Катрин Ле-Бутейе де Санлис
Дети:
- герцог Франсуа-Аннибаль II (ум. 30.01.1687). Жена (1647): Катрин де Лозьер-Темин (ум. 12.1684), дочь Шарля де Лозьера и Анн Абер де Монмор
- Жан, граф д’Эстре, маршал Франции, вице-адмирал Франции, вице-король Америки. Жена (1658): Мари-Маргерит Морен (ум. 15.05.1714), дочь Жака Морена, сеньора де Шатонёф, королевского секретаря, и Анн Ивлен
- Сезар (5.02.1628—18.12.1714), кардинал д’Эстре, епископ Лана, герцог и пэр Франции

2-я жена (4.1634): Анн Абер де Монмор (ум. 10.1661), дочь Жана Абера, сеньора де Монмора, чрезвычайного военного казначея, вдова Шарля де Темина, сеньора де Лозьера, сына Понса де Лозьер-Кардайяка, маркиза де Темина, маршала Франции
Дети:
- Луи (1.12.1635—1656), убит при снятии осады Валансьена
- Кристина (ум. 18.12.1658). Муж (3.09.1658, Париж): Франсуа-Мари де Лоррен (1624—1694), называемый Жюлем де Лорреном, граф де Лильбон, дамуазо де Коммерси, сеньор де Вильмарёй-ан-Бри

3-я жена (25.07.1663): Габриель де Лонгваль (ум. 11.02.1687), дочь Ашиля де Лонгваля, сеньора де Маникана, губернатора Кольмара и Ла-Фера, и Рене Леконт. Брак бездетный